# Прикладное программное обеспечение

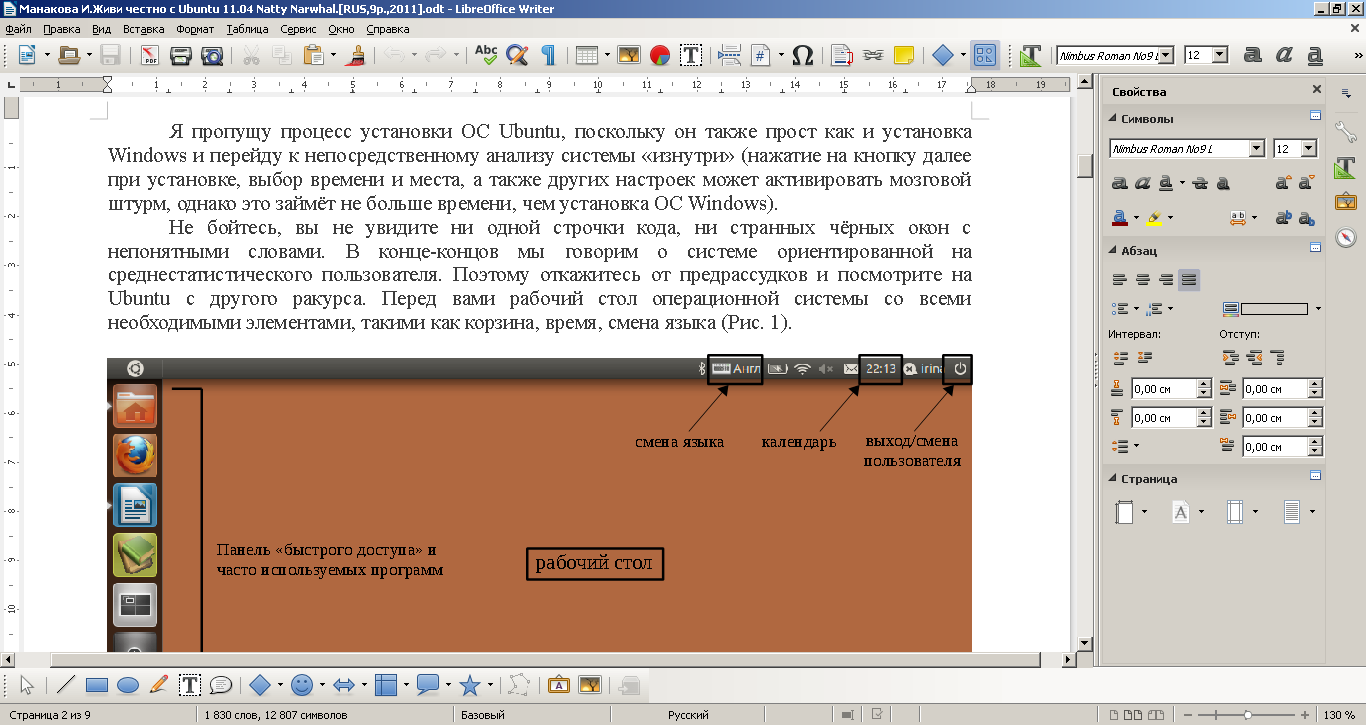
Текстовый процессор LibreOffice Writer

Прикладное программное обеспечение — класс программ, предназначенный для решения практических задач и предназначенный на непосредственное взаимодействие с пользователями. В отличие от системного программного обеспечения, прикладные программы, как правило, не обращаются к ресурсам компьютера напрямую, взаимодействуя с оборудованием и другими программами, используя инфраструктурные и платформные средства — операционные системы, системы управления базами данных, связующее программное обеспечение.
Прикладной программист, разработчик приложений — программист, создающий прикладное программное обеспечение. В отличие от системного программиста, от прикладного программиста требуются более глубокие представления о предметных областях, для которых предназначены разработки, и меньшее погружение в вычислительную технику.
Существует множество классификаций прикладного программного обеспечения, как по сфере применения, так и по средствам реализации. Традиционно к прикладным программам относятся средства совместной работы (например, программы организации конференцсвязи, мессенджеры, почтовые сервисы и клиенты), офисные и графические пакеты, системы и компоненты для цифровых звуковых рабочих станций, системы автоматизированного проектирования. Основная часть повседневных программ, с которыми работает конечный пользователь персональных компьютеров и мобильных устройств — браузеры, медиаплееры, игры — также относятся к категории прикладного программного обеспечения («приложения»). Некоторые классы делового прикладного программного обеспечения для организаций: ERP, CRM, CPM, ECM, WMS, EAM, MES.
В рамках облачных вычислений предоставление пользователям прикладного программного обеспечения относится к модели обслуживания SaaS («программное обеспечение как услуга»).